# Барбасена (Элваш)
Барбасена (порт. Barbacena) — район (фрегезия) в Португалии, входит в округ Порталегре. Является составной частью муниципалитета Элваш. По старому административному делению входил в провинцию Алту-Алентежу. Входит в экономико-статистический субрегион Алту-Алентежу, который входит в Алентежу. Население составляет 700 человек на 2007 год. Занимает площадь 31,16 км².
Покровителем района считается Дева Мария (порт. Nossa Senhora do Paço).